# Brûlée vive
Brûlée vive est le premier témoignage au monde d’une victime de crime d'honneur, écrit par Souad (pseudonyme), en collaboration avec Marie-Thérèse Cuny.
Le livre est publié en France en 2003, vendu à plusieurs millions d’exemplaires et traduit en 37 langues.
L’histoire est racontée par Souad et Jacqueline Thibault de la Fondation Surgir, à l'époque collaboratrice de Terre des Hommes, qui l’aida à survivre.
Bien que souvent cité dans la presse internationale après sa parution, des soupçons de faux témoignage pèsent sur l'ouvrage,, ne remettant pas en cause l'existence même du type de crimes rapporté.

## Synopsis
En Cisjordanie, Souad a dix-sept ans, elle est amoureuse et tombe enceinte. Cette situation est un déshonneur pour sa famille, qui décide de la tuer. Son beau-frère sera alors désigné pour exécuter cette mise à mort.
Cette situation est normale aux yeux de tous, et elle n'est pas reconnue comme un assassinat. Beaucoup de cas sont répertoriés chaque année dans le monde ; d’autres ne sont pas connus.
Grièvement brûlée, Souad a été sauvée par une femme qui travaille dans une fondation humanitaire. Elle a décidé de raconter son histoire et faire connaître au monde entier ce qu’on appelle un crime d’honneur.

## Contestation de l'authenticité du témoignage
L'histoire rapportée présente toutefois de nombreuses incohérences culturelles, historiques et médicales, pointées par l'historienne australienne Thérèse Taylor. Ces incohérences indiquent que le livre est probablement rédigé par un auteur n'ayant pas grandi en Palestine, où la narratrice est censée être née.
Ainsi, Souad prétend avoir survécu à des brûlures sur 90% du corps, ou 70% selon les rééditions ; or il s'agit dans tous les cas d'une impossibilité médicale dans le contexte de la Palestine de l'époque, surtout si comme cela est expliqué elle n'a reçu aucun soin. Elle prétend aussi avoir assisté à l'assassinat de sa sœur à l'aide d'un fil de téléphone, avant même l'arrivée du téléphone dans les villages de la région. De façon générale, aucune référence ne permet de vérifier les affirmations du livre : tous les protagonistes sont anonymes, les lieux sont tenus secrets, etc.
Thérèse Taylor rapporte aussi comment, après le signalement de ces incohérences aux éditeurs français et anglophones, certains passages et certaines traductions ont été modifiés dans les éditions suivantes pour gommer les contradictions.
Ce texte paraît moins un témoignage qu'une fiction à charge contre les coutumes palestiniennes : publié peu après le début de la guerre d'Irak, il présente les Palestiniens (qu'il nomme systématiquement Cisjordaniens) comme arriérés (« La terre y est belle, mais les hommes sont mauvais »). Les femmes y auraient pour coutume de tuer leurs enfants filles, le personnel médical de laisser mourir les survivantes des crimes d'honneur. En comptant Souad, sa mère aurait tué ou tenté de tuer pas moins de neuf de ses enfants. À l'inverse, l'organisation caritative censée avoir sauvé Souad, qui fait par ailleurs la promotion du livre et s'en sert pour recueillir des adhésions, est présentée comme providentielle : son fondateur est même considéré par Souad comme un véritable père d'adoption.

## Personnages principaux
- Souad : narratrice
- Faiez : premier amour de Souad et père de Marouan
- Adnan et Leila : parents de Souad
- Assad : frère de Souad
- Hussein : beau-frère de Souad
- Marouan : fils de Souad
- Jacqueline : fondatrice de la Fondation Surgir, qui soutiendra Souad jusqu'en Europe